# Biuro Rejestracji Cudzoziemców MSW
Biuro Rejestracji Cudzoziemców MSW – jednostka organizacyjna Ministerstwa Spraw Wewnętrznych Polskiej Rzeczypospolitej Ludowej funkcjonująca w latach 1960–1965 w pionie Służby Bezpieczeństwa. Do zadań komórki należała ewidencja i kontrola pobytu na terenie PRL osób posiadających obywatelstwo innych krajów.

## Historia biura
Początek działalności pionu rejestracji cudzoziemców związany był z przekazaniem Milicji Obywatelskiej spraw ewidencji obywateli obcych państw przebywających na terenie Polski. Zadania te realizowało Biuro Rejestracji Cudzoziemców utworzone w październiku 1947 r. w ramach Komendy Głównej Milicji Obywatelskiej. W maju 1956 r. struktury biura przejął Oddział Ewidencji Ludności i Dowodów Osobistych KG MO.
Wydzielenie jednostki z organów MO nastąpiło 1 lipca 1960 r. (formalnie na mocy zarządzenia nr 0127 ministra z 12 lipca 1960 r.), gdy utworzono Biuro Rejestracji Cudzoziemców MSW jako jedną z komórek SB. Jej odpowiednikami terenowymi w pionie bezpieczeństwa komend wojewódzkich Milicji Obywatelskiej były samodzielne sekcje rejestracji cudzoziemców (wyodrębnione 1 września 1960 r. z wydziałów ewidencji ludności i dowodów osobistych KW MO), natomiast na niższym szczeblu w niektórych referatach bezpieczeństwa komend miejskich i powiatowych utworzone zostały grupy rejestracji cudzoziemców.
Organizacja wewnętrzna biura przedstawiała się następująco:
- Wydział I (ewidencja i informacja)
- Wydział II (przyjazdy prywatne)
- Wydział III (przyjazdy turystyczne i służbowe)
- Wydział IV (sprawy krajów demokracji ludowej i przyjazdy na pobyt stały)

Likwidacja biura jako samodzielnej jednostki ministerstwa nastąpiła zgodnie z zarządzeniem organizacyjnym nr 077 ministra z 5 lipca 1965 r. w związku z przekazaniem jego zadań z dniem 1 lipca 1965 r. do zakresu działania nowo utworzonego Zarządu Kontroli Ruchu Granicznego MSW (samodzielne sekcje rejestracji cudzoziemców KW MO funkcjonowały do 1 listopada 1965 r., gdy włączono je w skład nowo powstałych wydziałów kontroli ruchu granicznego KW MO). W 1972 r., po ponownym przeniesieniu kontroli przejść granicznych do WOP, sprawy rejestracji cudzoziemców przejął pion paszportów i prowadził je aż do rozwiązania organów bezpieczeństwa w 1990 r.

## Kierownictwo
Dyrektor Biura Rejestracji Cudzoziemców MSW:
- ppłk/płk Lutosław Stypczyński (1 lipca 1960 r. – 31 lipca 1965 r.)